# Компот

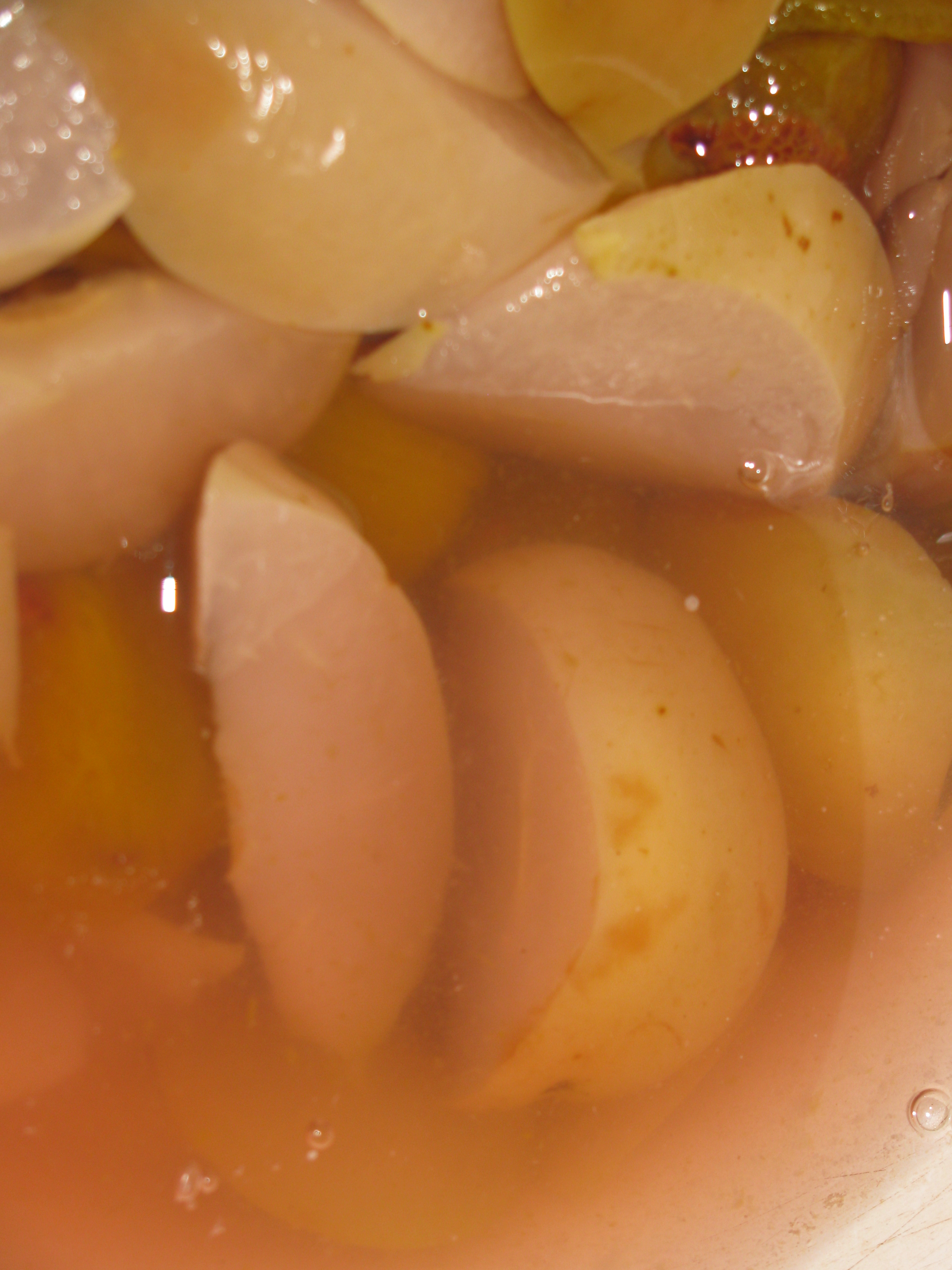
Компот зі свіжих яблук

Компо́т (фр. compote від лат. componĕre), узва́р — солодка рідка страва, виготовлена зі свіжих, сушених зварених фруктів та ягід
Слово компот прийшло в українську мову в XVIII столітті з фр.  compote.  Першими компоти почали готувати кухарі Франції, досі в магазинах Франції продається compote — плодове пюре.
Компот є традиційним напоєм для країн Східної Європи, України, Вірменії, Білоруси. Компоти вважають найкращими плодово-ягідними консервами. Збереження компотів забезпечується стерилізацією. Більшість компотів готується з використанням цукру, але ця складова не є обов'язковою.  Компоти варять із усіх їстівних фруктів та ягід.

## Види

### Свіжий компот
Компот є традиційним для української кухні (як і для всієї Східної Європи) сезонним напоєм. Свіжі, порізані фрукти варять у воді з додаванням цукру. Перед поданням на стіл напій охолоджують. За літньої спеки компот можуть спеціально охолодити в холодильнику, а розливаючи по склянках, додати лід або скибки лимону.
Найпопулярнішим є яблучний компот (з огляду на достигання різних сортів яблук його готують з сер. літа до кін. осені), інші популярні фрукти для компоту (у порядку дозрівання): суниці, черешня, вишня, малина, аґрус, абрикоси, сливи, виноград, персик, тощо. Компоти можуть бути як з одного фрукту (ягоди), так і з декількох основних інгредієнтів, а також плодово-ягідними.
Компот як напій так і приготовані в компоті фрукти (ягоди) був популярною десертною стравою, поширеною в радянський час у громадському харчуванні.

### Узвар
Компот із сухофруктів і сушених ягід (сушені яблука і груші, родзинки, плоди шипшини тощо) в Україні заведено називати узваром — він був традиційним на зимовому столі українців, служить обов'язковою стравою під час зимового циклу свят (традиційний додаток до куті на Святвечір), і взагалі виконує роль ритуальної страви (наприклад, на поминках).
Компоти зі свіжозаморожених фруктів і ягід набули популярності в Україні у 2-й пол. ХХ ст. у зв'язку з винайденням відповідних технологій зберігання їхніх інгредієнтів (в тому числі і в побутових холодильниках).
Компоти слід варити в широкому емальованому посуді на повільному вогні.

### Компотні консерви
Фруктові, ягідні і плодово-ягідні компоти-консерви — це відповідним чином (існують численні різноманітні рецепти) приготовлені і залиті цукровим сиропом (концентрацією 30-60 %) плоди і ягоди (яблука, персики, сливи, черешні, виноград, абрикоси, вишні тощо) в жерстяних (переважно у харчовій промисловості) і скляних банках (здебільшого в побутових умовах), герметично закупорені і стерилізовані.
Зберігання компотних консервів на відносно тривалий час забезпечується стерилізацією.
В банках з компотами плоди повинні займати 2/3 об'єму, а сироп 1/3. Сироп для компотів готують так: в посудину наливають воду, доводять її до кипіння і всипають цукор. Після повного розчинення цукру сироп кип'ятять 2-3 хв і проціджують. Заливають фрукти в банках гарячим сиропом.